# Sensible (philosophie)
Pour les articles homonymes, voir Sensible.
 (septembre 2016).
Améliorez-le ou discutez des points à vérifier. 
Le sensible est un concept de philosophie qui désigne ce qui est susceptible d’être perçu par les sens. Plus largement, le sensible est l’ensemble des impressions et des représentations obtenue par les sens.

## Concept

### Immédiateté
Le sensible est ce qui est susceptible d’être senti ; il s'agit d'une connaissance par les sens. Il s'agit donc d'une connaissance sans intervention rationnelle, sans la médiation de la raison. Il y a en effet une évidence immédiate du sensible : la sensation assure le sujet sentant de la réalité de ce qu’il perçoit ; elle est l’indice du vrai.
Certaines écoles philosophes se fondent sur la reconnaissance de ce que le sensible donne accès au vrai. C'est la thèse de l'épicurisme, qui soutient que la vie doit être menée sur le critère du plaisir, et que dès lors, la sensation doit nous indiquer ce qui est plaisant et ce qui ne l'est pas. Que ce soit de l’ordre de la connaissance comme celui de la morale, « le plaisir en tant que plaisir est bon, pourtant tout plaisir n’est pas bon », autrement dit la sensation de plaisir est vraie. La vérité est alors définie comme la confirmation d’un jugement par la sensation, c'est-à-dire l’adéquation du jugement et de la sensation. La fonction de la science est dès lors celle de rassurer quant à l’inexistence d’une intervention divine : c’est donc vrai car cela ne contredit pas la sensation.
Cette fonction immédiate, dérivée des propriétés biologiques des animaux, a aussi des conséquences éthiques importantes. C'est au nom du « sensible » que divers courants philosophiques, opposés ici au cartésianisme de l'animal-machine, comme ceux qui se réclament d'Arthur Schopenhauer, de Jeremy Bentham, d'Albert Schweitzer ou, plus récemment, de Peter Singer, ont demandé un traitement moral privilégié des animaux comme « êtres sensibles », différents de la chose inerte. Cette position a aussi pu conduire à la requête de droits pour les animaux.

### Source d'erreur
Parce que le sensible est immédiatement accessible, il peut paraître rassurant : nos sens ne nous mentiraient pas, ils n'auraient pas d'intention de nous tromper. On pourrait donc croire en une « vérité du sensible ». Les sens, pourtant, sont aussi réputés trompeurs ; il en est ainsi des illusions d'optique. Cela nous interdit de tenir pour fiable le témoignage des sens. Le sensible étant une source d’erreur et de fausseté, on en appelle au jugement de la raison pour corriger les impressions des sens.
Comment dès lors trouver dans la sensation le critère d’une vérité de la représentation sensible ? Si l’on conçoit la vérité comme adéquation du jugement à la chose sensible, il faudrait que la sensation corrige le jugement sur les sens et donc qu’elle se corrige elle-même. Pour sa part, Épicure montre que l’erreur est dans le jugement que nous portons sur la sensation et non dans la sensation elle-même (lorsque je regarde une tour carrée et qu’elle m’apparaît ronde, ce n’est pas la sensation qui est fausse mais bien mon jugement qui oublie de prendre en compte la distance).
Il s’agirait alors de corriger la première sensation à l’aide du jugement, mais au nom de quoi une sensation serait plus fiable qu’une autre ? Et en quoi la sensation ne serait pas toujours fausse ? C’est ce que Descartes montre en récusant les sens au travers de l’expérience du doute hyperbolique au début des Méditations métaphysiques. Mais dès lors, qu’en est-il de la réalité ? N’est-il pas fou de ne pas croire la réalité ? C’est en effet là la psychose mélancolique qui fait concevoir le corps comme un presque rien. Reste que dire qu’il y a un sens du réel, c’est dire que le sensible serait fiable alors même que « l’impression de réalité du rêve ou de ce qu’on appelle réel sont identiques » (Descartes, Méditations métaphysiques, I). La sensation ne peut pas permettre de corriger la sensation, le sensible ne suffit pas à valider le sensible, c’est donc dire qu’il existe une seconde condition à la sensation : c’est qu’il y ait un sentant (« la sensation est l’acte commun du sensible et du sentant » (Aristote, De l’esprit)). Mais le sentant n’est sentant qu’en vertu du sensible, et de même que le sensible, il ne peut donner la marque de vérité du senti. S’il y a assurément une effectivité du sensible dans l’actualité de la sensation, cette effectivité ne suffit pas à faire une vérité.

## Le sensible comme obstacle à la vérité

### Héraclite et le mobilisme comme impossibilité d'atteinte de la vérité
Héraclite soutient une doctrine mobiliste selon laquelle tout étant mouvant, nos sens ne sauraient nous donner accès à la vérité, car celle-ci est, au contraire, permanente. En effet, si donc la vérité est adéquation du jugement à la réalité, cette réalité ne saurait être sensible. En effet, une telle réalité doit être une réalité permanente, i.e. qui se maintient identique à elle-même, or les phénomènes sensibles changent, non seulement ils sont différents les uns des autres mais encore chaque phénomène ne cesse de différer de lui-même. Autrement dit, alors que l’ordre phénoménal est l’ordre du changement et de la différence, la connaissance, elle, doit porter sur la réalité immuable des essences : il ne peut pas y avoir de vérité du sensible comme adéquation.

### Platon et le rejet du sensible face à l'intelligible
La philosophie occidentale a été marquée par une remise en doute et une dévalorisation du sensible face à l'intelligible à partir des écrits de Platon. La thèse platonicienne de la vérité, en effet, rejette radicalement le sensible comme mode d'accès à la connaissance, au profit de l'intelligible. Les sens sont trompeurs, alors que l'intellect, lui, peut accéder aux formes, aux Idées (théorie des formes).
Les Idées, ou formes, seraient ainsi au rang des normes destinées à évaluer la vérité des phénomènes. Dans la République (livre X), Platon dévoile sa phénoménologie. Le phénomène est ce qui de l’Idée apparaît dans le sensible. Par voie de conséquence, la chose phénoménale est moins réelle que l’Idée, et donc aussi moins vraie. Cette dégradation est plus vraie encore dans le cas de la mimèsis artistique, dont la création artistique est encore moins vraie que l’objet phénoménal. Il s'agit donc d'un simulacre d'un simulacre.

## Le sensible comme indice de la vérité

### Aristote et l'intellection du sensible
Ce rejet platonicien du sensible au profit de l'intelligible sera radicalement critiquée par Aristote. Le Stagirite considère qu'on ne peut pas penser des formes intelligibles séparées du sensible ; elles ne peuvent exister seul, car c'est leur union avec le matériau, en puissance, qui donne l'objet en acte. Le sensible est, fondamentalement, intelligible. Aristote récuse ainsi scepticisme au sujet de la sensation ; la sensation nous donne toujours une indication sur le vraie. En d'autres termes, dès lors qu'on considère que l’essence est dans les phénomènes sensibles eux-mêmes, l’essence immanente est une vérité eidétique contenue dans les phénomènes.
Toutefois, il n’y a pas de vérité du sensible en tant que le sensible ne nous fait connaître que des cas particuliers, i.e. les substances premières, dont l’essence est la substance seconde universelle. Autrement dit, même si la sensation peut porter sur une certaine généralité, elle ne peut s’exercer que sur des objets individuels : c’est pourquoi la science ne peut être acquise par la sensation, la vérité essentielle est cependant à découvrir dans le phénoménal car seul lui s’offre à la connaissance. Il n’y a donc aucune complaisance dans le sensible mais bien une nécessité d’observer les phénomènes pour en extraire l’universel et c’est en cela qu’Aristote est le fondateur des sciences expérimentales telles que la biologie. Il s’agit en effet, dans ces sciences expérimentales, de vérifier si le phénomène singulier est adéquat à l’hypothèse théorique, mais le phénomène qui apparaît dans l’expérimentation n’est pas le critère de vérité car s’il peut infirmer il ne peut pas confirmer la vérité, elle-même ne pouvant qu’être théorique.

### Descartes et le jugement comme le ressort de la vérité
Il est donc assuré qu’il n’y a de vérité que par l’exercice du jugement, celui-ci peut prendre pour objet le sensible mais c’est toujours au jugement qu’il appartient de déterminer la vérité ou la fausseté. C’est donc dire que l’erreur vient d’une précipitation du jugement et non de la chose ni de la représentation sensible, c’est là l’argument qu’avance Descartes. Il montre dès lors qu’on ne pourrait plus douter des sens car la représentation sensible a toujours rapport à une réalité sensible : même la fiction est toujours composée de réalité sensible à laquelle elle renvoie. Il faut donc que le jugement s’exerce par la rationalité afin de rendre compte d’une manière adéquate de la vérité sensible aux exigences de la réalité physique. C’est là le sens qu’il donne à l’exemple du bâton qui se brise une fois plongé dans l’eau : la dioptrique permet en effet de rendre compte du fait que le bâton paraît brisé et qu’il ne pourrait même en être autrement et que pour autant il est faux qu’il soit brisé. Le sensible est susceptible d’une vérité qui toutefois appartient au jugement.
Il ne faut donc pas douter qu’il y ait une réalité dont témoignent les sentiments qui après tout sont des « façons confuses de penser ». Mais il appartient alors à la science de rendre clairement compte de cela puisque ces sensations procèdent bien d’un processus physiologique. On pourrait ici objecter la thèse avancée par Épicure qui affirmait que « si la sensation est toujours vraie, c’est le jugement qui se trompe ». Néanmoins, en toute rigueur, on l’a vu, on ne peut pas dire que la sensation est vraie si c’est dans le jugement que la vérité se joue. La sensation n’est donc pas vraie ou fausse : la sensation est sensation. Le sens ne peuvent être trompeurs car ils ne jugent pas en propre, seule la raison juge et donc se trompe ou dit la vérité. Autrement dit, si la vérité est une adéquation de la sensation à l’idée, il n’y a pas de vérité du sensible, toutefois, le sensible n’est pas faux puisqu’il n’y a de vérité que du jugement.

## Le sensible comme base du jugement esthétique

### Kant et le jugement comme subsomption du sensible au général
Le jugement est une mise en relation. Le terme vient du verbe latin jungere, qui signifie joindre deux éléments. L'acte de joindre ne peut relever que d'un acte de l'esprit, et non du sensible ; dès lors, comme le dit Emmanuel Kant, juger c’est penser. Kant distingue ici deux types de jugements : un jugement déterminant et un jugement inductif. Dans le jugement déterminant, l’esprit détermine une représentation sensible en subsumant le particulier sous le général, c'est-à-dire en rangeant le particulier sous une idée générale.
C’est donc par un acte proprement intellectuel que se forment nos idées générales à partir de l’observation de la diversité des phénomènes particuliers sensibles par le truchement du jugement, c'est-à-dire, de la jonction subsumante dont il relève. Il y a donc en nous une faculté d’abstraction qui nous permet de tirer la généralité du particulier (du latin ab-straere : tirer de). Au contraire dans le jugement inductif, il s’agit de partir du général pour caractériser le particulier.

### L'agréable et le beau
Kant s’intéresse à la sensation esthétique, non pas comme l’indique l’étymologie c'est-à-dire au sens strictement sensible (du grec αἴσθησις / aísthēsis, « sensation »), mais bien au sens de cela par quoi nous qualifions quelque chose de beau et non pas ce qui nous apparaît comme agréable. En effet, dans l’agréable, ce qui « plaît aux sens dans la sensation » c’est ce qui agrée à celui qui est concerné parce que c’est lui, autrement dit, cela me plaît à moi parce que c’est moi (si la période rose de Pablo Picasso me plaît c’est parce qu’elle renvoie à la couleur préférée de ma petite amie). Au contraire dans le beau, il y va d’une satisfaction qui n’est pas liée à la personnalité du sujet, puisque spontanément le jugement esthétique implique qu’il devrait être universellement partagé. En cela, le jugement esthétique est donc bien un jugement inductif en tant qu’il applique la forme de l’universalité à l’objet particulier. Il établit bien une relation entre faculté intellectuelle et faculté sensible : le sentiment y est élevé par le jugement à hauteur d’universalité (« mon dieu que c’est beau »). Alors même que dans le jugement déterminant, on se repose sur des concepts (le vélo est beau car il permet de me mettre en valeur), dans le jugement esthétique, le concept, qu’il soit de connaissance ou de finalité, n’est pas principe. C’est en effet là le sens de cette affirmation de Kant : « est beau ce qui plaît universellement sans concept » en tant que l’universalité y est effectivement a priori.

### Un jugement libéré de tout concept
Il y a donc bien là un jugement qui relève d’une vérité différente de celle de l’adéquation à un concept, il s’agit d’un jugement libéré de tout intérêt et de tout concept. Il y va donc bien d’un plaisir pur à condition de ne pas penser la vérité comme adéquation. Autrement dit, il s’agit de laisser le phénomène apparaître dans son apparaître, de dépasser toute dimension utilitaire : c’est ce qu’on pourrait rapprocher de l’étonnement aristotélicien où il s’agit de considérer le phénomène sans chercher à l’arraisonner. S’il y a vérité du sensible, elle ne relève donc pas d’une adéquation mais bien d’un dévoilement, non pas de l’essence du phénomène, mais bien de la phénoménalité du phénomène.

## Le sensible comme dévoilement

### Hegel et le voile du phénomène
Penser la vérité comme dévoilement revient à supposer que la vérité fait apparaître un contenu spirituel qui n’est pas formulé dans le discours, qui est caché. Reste qu’on peut prétendre à une vérité du sensible dans l’art où ni la dimension perceptive ni la transmission d’un message prédéterminé ne sont en jeu. Il s’agit donc pour nous de penser l’art comme « expression de l’esprit », pour le dire en termes hégéliens, puisqu’il y va d’une extériorisation de l’en soi qui devient pour soi : mouvement par lequel l’art donne à l’esprit l’occasion de se contempler lui-même. L’apparence est donc cela par quoi le contenu spirituel se manifeste et se révèle à l’esprit lui-même : « la vérité doit apparaître (...) toute essence, toute vérité pour ne pas rester abstraction doit apparaître » (Hegel). En tant que c’est bien dans la forme sensible que la vérité de l’esprit se dévoile, il y a donc bien une vérité du sensible où la signification ne peut effectivement se révéler que par la médiation du sensible (il y va ici de la polysémie du mot sens). Autrement dit, l’apparaître diffère de la simple apparence car il est nécessaire à la vérité pour qu’elle se dévoile elle-même et à elle-même. Dans l’art, ce qui est en jeu c’est donc l’esprit du peuple en tant que tel.
Seulement, nous ne pouvons le dire que parce que nous sommes dans la fin de l’Histoire et dans l’ère du discours : à partir du moment où l’on sait que l’art est l’expression de la spiritualité d’un peuple, il ne peut précisément plus être cette expression. D’où la formulation au passé qu’en fait Hegel : « l’art est la médiation par laquelle les peuples ont exprimé et ainsi pris conscience de leurs intérêts spirituels » signifiant par là que « l’art ne représente plus ce qu’il y a de vivant dans la vie ». Autrement dit, l’art se débat désormais avec ce verdict de la mort de l’art, il est détaché de sa dimension esthétique.

### Dévoilement de la vérité comme phénoménalité
Même sans faire droit à la thèse hégélienne qui implique l’existence d’un contenu spirituel dans l’art, l’art reste l’occasion d’une expérience du sensible qui donne à voir la vérité comme phénoménalité. Il s’agit en effet de faire apparaître dans et par le tableau ce qui ne nous serait pas donné dans le dévoilement : l’art fait apparaître l’apparaître lui-même. Une telle conception de l’art comme jouant le dévoilement permet à Lacan de rendre compte de la position qu’emprunte Platon. Si ce dernier ne cesse en effet de condamner l’art (soi-disant parce qu’il ne fait qu’imiter les phénomènes sensibles alors que la philosophie touche au réel et au vrai des Idées), c’est que Platon avait probablement entrevu ce qui se joue dans l’art : non pas un trompe-l'œil mais bien une autre vérité concurrentielle à la vérité eidétique d’adéquation. Cette vérité c’est celle par laquelle l’artiste affirme la vérité sensible comme telle, c'est-à-dire la vérité comme dévoilement de l’apparaître même. Autrement dit, Platon ne méprise l’art comme apparence sensible que parce qu’il y voit une rivalité entre l’art et la philosophie dans la révélation de la vérité, vérité précisément différente selon qu’elle relève de l’un ou de l’autre.
Puisque le sensible ne saurait se corriger lui-même et qu’il s’agirait là de la condition sine qua non d’une vérité du sensible comme adéquation, il apparaît que s’il existe une vérité du sensible, celle-ci ne peut être considérée que comme dévoilement de l’apparaître dans l’apparence. On le voit donc bien, c’est dans l’art, ce lieu qui cherche la vérité derrière l'apparence, que s’exprime une certaine vérité du sensible, qu’il soit l’expression de la vérité de l’esprit ou celle de la vérité comme phénoménalité.

### Barbier et le sensible comme vécu corporéisé
Le sensible dispose d'une polysémie qui réclame un élargissement de perspective. Le sensible est tout à la fois sens, émotion et sensibilité. La philosophie de l'éducation étudie les enjeux d'une reconnaissance du sujet sensible. Le sociologue René Barbier propose une activation d'une « sensibilité intuitive » dans la relation à autrui et au monde à travers une « écoute sensible ». D. Bois va dans le sens d'une sensibilité corporelle interne comme support à la donation de sens immédiate, prolongeant ainsi le projet de M. Merleau-Ponty de créer une nouvelle philosophie qui se devait d'explorer le lien charnel entre le corps et le monde : « La notion essentielle pour une telle philosophie est celle de la chair qui n'est pas le corps objectif, qui n'est pas non plus le corps pensé par l’âme Descartes), qui est le sensible au double sens de ce qu'on sent et ce qui sent ». Dans cette perspective, le corps devient réceptacle du monde et incarnation d'une subjectivité qui participe à la gnosie.

## Article lié
- les sentiments intimes de perception que sont les qualia.